# Новий міжнародний аеропорт Хартума
Новий міжнародний аеропорт Хартума (IATA: KRT, ICAO: HSSN) — це міжнародний аеропорт, який будується в Омдурмані (Судан), за 40 км (24,8 миль) від центру Хартума.
Аеропорт буде головним в місті, наряду з головним аеропортом.

## Історія
В аеропорту буде дві злітно-посадкові смуги довжиною 4000 метрів, пасажирський термінал площею 86 000 квадратних метрів і міжнародний готель на 300 номерів. Будівництво має здійснюватися компанією China Harbour Engineering Co. (CHEC). Аеропорт стане хабом для суданського національного авіаперевізника Sudan Airways.